# 実食! 悪魔の実!!
『実食! 悪魔の実!!』（じっしょく あくまのみ）は、島袋光年と尾田栄一郎による合作漫画。島袋の『トリコ』と尾田の『ONE PIECE』のクロスオーバー作品。『週刊少年ジャンプ』2011年17号（4月4日発売）に掲載。『トリコ グルメハンティングブック』収録。
『トリコ』と『ONE PIECE』を放送しているドリーム9で、本作の内容にアニメオリジナルのアレンジを加えた話を2011年4月3日に「ワンピ×トリコ TVスペシャル」として放送。

## 登場人物
各キャラクターの詳細はトリコの登場人物およびONE PIECEの登場人物一覧を参照。

### 麦わらの一味
モンキー・D・ルフィ
声 - 田中真弓
麦わらの一味船長。人生のフルコースは、全て肉。
ロロノア・ゾロ
声 - 中井和哉
麦わらの一味戦闘員。
ナミ
声 - 岡村明美
麦わらの一味航海士。
ウソップ
声 - 山口勝平
麦わらの一味狙撃手。
サンジ
声 - 平田広明
麦わらの一味料理人。
トニートニー・チョッパー
声 - 大谷育江
麦わらの一味船医。
ニコ・ロビン
声 - 山口由里子
麦わらの一味考古学者。
フランキー
声 - 矢尾一樹
麦わらの一味船大工。
ブルック
声 - チョー
麦わらの一味音楽家。

### 美食屋
トリコ
声 - 置鮎龍太郎
美食屋四天王の一人。
小松
声 - 朴璐美
料理人。悪魔の実らしきものをトリコに料理する。
サニー
声 - 岩田光央
美食屋四天王の一人。
ココ
声 - 櫻井孝宏
美食屋四天王の一人。
ゼブラ
美食屋四天王の一人。
セツ婆
トリコが食べた悪魔の実らしきものを鑑定する。
リン
声 - 田野アサミ

### オリジナルキャラクター
〆切竜
島袋光年が書き下ろしたオリジナルキャラクター。捕獲レベル1の編集獣類。編集者がモチーフとなっている。
トラノイヲカルキツネノイヲカルブタ
尾田栄一郎が書き下ろしたオリジナルキャラクター。捕獲レベル測定不能の哺乳獣類。口からキツネとブタの頭を覗かせる巨大な虎。

### アニメ登場
マルヤキブタ
哺乳獣類。捕獲レベル1。
一角ベアー
哺乳獣類。捕獲レベル2。
ハングリラ鳥
鳥獣類。捕獲レベル3。
ココアラ
捕獲レベル3。
カーステ レオ
哺乳獣類。捕獲レベル4。
ドツクゾコアラ
有袋獣類。推定捕獲レベル5。

## テレビアニメ
- トリコ×ONE PIECE コラボスペシャル！
  - 『トリコ』第1話「上陸、グルメの島！美食屋トリコ現る！」
  - 『ONE PIECE』第492話「最強タッグ！奮闘、ルフィとトリコ！」

トリコ放送開始記念コラボ特番。ナレーションは大場真人。
食料が尽きた麦わらの一味は不思議な島ハングリラ島でトリコと小松に遭遇する。伝説の鳥ハングリラ鳥を捕獲した一行だが、ナミと小松がココアラに連れ去られてしまう。そしてハングリラ島の秘密を知ることとなる。

### スタッフ
- 原作 - 島袋光年、尾田栄一郎
- 企画 - 高瀬敦也、渡辺和哉、関弘美
- プロデューサー - 情野誠人、佐川直子、鷲尾天、柴田宏明
- シリーズ構成 - 村山功、上坂浩彦
- 音楽 -水谷広実、田中公平、浜口史郎
- 美術設定・美術デザイン - 平澤晃弘、野村正信、吉池隆司
- 色彩設計 - 濱田豊二、堀田哲平
- グルメモンスターデザイン - 島貫正弘
- キャラクターデザイン -　香川久、久田和也
- シリーズディレクター - 座古明史、宮元宏彰
- 制作協力 - 東映
- 制作 - フジテレビ、読売広告社、東映アニメーション
- 脚本 - 村山功
- 演出 - 伊藤尚往
- 作画監督 - 香川久、中谷友紀子、井手武生

### 主題歌
オープニングテーマ「ガツガツ!!」
作詞 - 山田ひろし / 作曲・編曲 - 櫻井真一 / 歌 - 串田アキラ
『トリコ』オープニングテーマ。
エンディングテーマ「One day」
作詞 - 野畑慎 / 作曲 -　内藤デュラン晴久 / 歌 - The ROOTLESS
『ONE PIECE』オープニングテーマ。